# Pygmalion (mytologi)
 For alternative betydninger, se Pygmalion. (Se også artikler, som begynder med Pygmalion)
Pygmalion var i græsk mytologi en cypriotisk konge, der ifølge Ovids Metamorfoser (Forvandlinger) i sin foragt for kvinders laster selv skar en elfenbensfigur af idealkvinden. Pygmalion forelskede sig i figuren kaldet Galathea og behandlede den som et levende væsen. Han bad gudinden Afrodite om at gøre figuren levende. Det skete og sammen fik de datteren Pafos.
Historien har inspireret mange værker. Blandt de mest kendte er:
- Skuespillet Pygmalion (1912) af George Bernard Shaw
- Musicalen My Fair Lady (1956) af Alan Jay Lerner og Frederick Loewe baseret på Shaws skuespil

## Eksterne henisninger
- Wikimedia Commons har flere filer relateret til Pygmalion (mytologi)

| Mytologi | Spire Denne artikel om mytologi er en spire som bør udbygges. Du er velkommen til at hjælpe Wikipedia ved at udvide den. |